# Nicholas Grainger
Nicholas Grainger (Rotherham, 3 oktober 1994) is een Britse zwemmer.

## Carrière
Bij zijn internationale debuut, op de Gemenebestspelen 2014 in Glasgow, eindigde Grainger als achtste op de 200 meter vrije slag. Op de 4x200 meter vrije slag eindigde hij samen met Lewis Coleman, Joshua Walsh en James Guy op de vierde plaats.
Op de wereldkampioenschappen zwemmen 2015 in Kazan werd de Brit uitgeschakeld in de series van de 400 meter vrije slag. Samen met Robert Renwick, Daniel Wallace en Duncan Scott zwom hij in de series van de 4x200 meter vrije slag, in de finale veroverden Renwick en Wallace samen met Calum Jarvis en James Guy de wereldtitel. Voor zijn aandeel in de series werd Grainger beloond met de gouden medaille.

## Internationale toernooien
| Jaar | Olympische Spelen | WK langebaan                            | WK kortebaan  | EK langebaan  | EK kortebaan | Gemenebestspelen                        |
| ---- | ----------------- | --------------------------------------- | ------------- | ------------- | ------------ | --------------------------------------- |
| 2014 |                   |                                         | geen deelname | geen deelname |              | 8e 200m vrije slag 4e 4x200m vrije slag |
| 2015 |                   | 14e 400m vrije slag · 4x200m vrije slag |               |               | 2-6 december |                                         |

## Persoonlijke records
Bijgewerkt tot en met 10 oktober
Kortebaan
| Afstand          | Tijd     | Datum            | Plaats    |
| ---------------- | -------- | ---------------- | --------- |
| 100m vrije slag  | 49,50    | 10 oktober 2015  | Sheffield |
| 200m vrije slag  | 1.46,19  | 16 november 2014 | Leicester |
| 400m vrije slag  | 3.45,26  | 13 december 2013 | Edinburgh |
| 1500m vrije slag | 14.44,30 | 14 december 2013 | Edinburgh |

Langebaan
| Afstand          | Tijd     | Datum           | Plaats    |
| ---------------- | -------- | --------------- | --------- |
| 100m vrije slag  | 49,79    | 15 april 2015   | Londen    |
| 200m vrije slag  | 1.47,10  | 18 april 2015   | Londen    |
| 400m vrije slag  | 3.45,89  | 14 april 2015   | Londen    |
| 800m vrije slag  | 8.03,82  | 26 januari 2014 | Antwerpen |
| 1500m vrije slag | 15.10,60 | 26 januari 2014 | Antwerpen |